# 柴田俊幸
柴田 俊幸（しばた としゆき、Toshiyuki Shibata、1986年7月11日 - ）は、パリ在住の日本の音楽家。フルート、フラウト・トラヴェルソ奏者、プロデューサーとして国内外で幅広く活動する。 パリ近郊のオーベルヴィリエ・ラ・クルヌーヴ地方音楽院古楽科講師。 

## 略歴

### 学歴
香川県立高松高等学校卒業。大阪大学外国語学部英語専攻中退。ニューヨーク州立大学音楽学部卒業後、 シドニー大学大学院音楽学部研究特待生を経て、アントワープ王立音楽院（英語: Royal Conservatoire Antwerp）修士課程、ゲント王立音楽院上級修士課程を修了。

### 略歴
- アントワープ王立音楽院（英語版）図書館・フランダース音楽研究所の研究員として勤務した[1]。
- 2017年、「たかまつ国際古楽祭」を芸術監督兼プロデューサーとして立ち上げ[2][3]、現在芸術監督をつとめる[3][4]。

- 2019年、ベルギーのビーロック・オーケストラ（英語: B'Rock Orchestra）の日本ツアーのソリストとしてリコーダー奏者でDECCAアーティストのルーシー・ホルシュ（英語: Lucie Horsch）と参加、凱旋公演を行った。（レクザムホール、長久手市文化の家、武蔵野市民会館）

- 2020年、ベートーヴェン生誕250周年記念事業「せとうち国際古楽祭2020 〜粋な古楽!〜」を企画するも、コロナ禍で中止。5月15日に香川県が緊急事態宣言を解除した日に、客宅を訪問して1対1の演奏会を開く「デリバリー古楽」を企画[1][5]。密を避けた環境での演奏会の先駆けとして、国内外のメディア計18社の取材を受けるなど多くの注目を集めた。
- 2023年、ドイツ三大バッハ音楽祭の一つである「テューリンゲン・バッハ週間」にて鍵盤楽器奏者のアンソニー・ロマニウクと一緒にリサイタル公演を行う。

- 2024年1月、ベルギーのヘント市にて「能登半島地震義援コンサート」の発起人の1人として共同でプロデュース。シギスヴァルト・クイケンと一緒に演奏し、100万円を超える収益を公益財団法人ほくりくみらい基金に贈った[6]。
- 同年2月、フィリピンのラス・ピニャス市で開催されていた「第49回国際バンブーオルガン・フェスティバル」にベルギーからの使節団の講師として参加。J.S.バッハの「ヨハネ受難曲」完全版のフィリピン初演における指導と演奏を行う。その様子が日刊まにら新聞に特集される[7]。
- 2025年8月、アンソニー・ロマニウクと日本ツアーを予定（豊田市能楽堂、高崎芸術劇場、KOBE国際音楽祭2025、山口南総合センター 、サントリーホール）。

### 主な演奏歴
ブリュッセル・フィルハーモニック、ベルギー室内管弦楽団、ラ・プティット・バンド、イル・フォンダメント、ル・コンセール・ロラン、ヴォクス・ルミニス（英語: Vox Luminis）などに参加し欧州各地で演奏活動を広げる。

## メディア

### ディスコグラフィー
- バッハとその息子たちによるフルート・ソナタ集（Channel Classics, 2025）
- J.S.バッハ：フルート・ソナタ集／バッハによるファンタジアとインプロヴィゼーション（Fuga Libera, 2022）レコード芸術2022年4月号「特選盤」、レコード“裏”アカデミー賞に選出
- C.P.E.バッハ：フルート・ソナタ集（ET'CETERA, 2019)　レコード芸術2019年11月号 輸入盤CD「今月の特選盤」に選出
- Flauto Accompagnato - Patrick Beuckels(traverso)、Elisabeth Joyé(clavecin)、Romina Lischka(viole de gambe)、Dirk Vandaele(violon)、Toshiyuki Shibata(traverso)

### TV
- ニュース シブ5時（NHK総合テレビ）2020年5月26日
- クラシック倶楽部「越境する音楽家たち アンソニー・ロマニウク×柴田俊幸〜」（NHK-BS）2024年7月2日

### 寄稿
- 読売新聞夕刊「古楽」の流儀 連載（2025年7月23日より全4回）
- Webメディア『Freude』 「古楽の終焉」（アルテスパブリッシング）書評

- 音楽の友（音楽之友社）
- 管楽器の専門月刊誌「PIPERS」（杉原書店）
- 『THE FLUTE』（アルソ出版）
- ONTOMO（音楽之友社Webマガジン）
  - ベートーヴェンとベルギー[8]
  - べートーヴェンとフルート[9]
  - 芸術を理解する必要はない。感じ、楽しむ——古楽奏法の革命家シギスヴァルト・クイケン[10]